# 함수 공간
함수 공간은 수학 용어로서 입력값 X의 집합에서 출력값 Y의 집합으로 연결할 수 있는 함수들의 집합을 의미한다. 이를 공간이라 정의하는 이유는 실제 적용시 위상 공간 혹은 벡터 공간 혹은 둘 다와 일치하기 때문이다.

## 같이 보기
- 클리퍼드 대수
- 함수 행렬식